# Pavlak Glacier
Pavlak Glacier är en glaciär i Antarktis. Den ligger i Östantarktis. Nya Zeeland gör anspråk på området. Pavlak Glacier ligger 1 196 meter över havet.
Terrängen runt Pavlak Glacier är varierad, och sluttar österut. Trakten är obefolkad. Det finns inga samhällen i närheten.